# پال والتر هاوزر
پال والتر هاوزر (انگلیسی: Paul Walter Hauser؛ زادهٔ ۱۵ اکتبر ۱۹۸۶) بازیگر و کمدین اهل آمریکا است.
از فیلم‌ها یا برنامه‌های تلویزیونی که وی در آن نقش داشته‌است، می‌توان به پرنده سیاه، کروئلا، من تونیا هستم، بلکککلنزمن، آخر شب، سردسته‌ها، ریچارد جول و خوش‌شانس‌ترین مرد آمریکا اشاره کرد.